# 澎湖鬼市
澎湖鬼市，是傳說中位於澎湖地區、聚集各種妖魔鬼怪進行交易的市場，據說有許多罕見的奇珍異寶。

## 傳說
傳說中古代澎湖人鬼雜居，陰氣盛行、因此造就了鬼市的出現。鬼市就位於澎湖周遭的海底中，是鬼族的交易場所。市場在半夜的時候開始、雞鳴時解散，聚集了各種來自世界各地的妖魔鬼怪、販賣著各種珍稀物品，連夜晚的海底都因為鬼市而散發出朱色的光芒。凡人要進入鬼市，則必須先用點燃的犀牛角照明海底，讓水中的妖怪現形。
另有人認為，鬼市內可連接陽世與陰間。

## 地點
有人認為鬼城的真身就是位於虎井嶼海底的虎井沉城。